# Wiener Neustadt Hauptbahnhof
Wiener Neustadt Hauptbahnhof is het drukste station in Neder-Oostenrijk en werd geopend in 1841. Het station ligt aan de Südbahn, de verbinding tussen Wenen en station Spielfeld-Straß, het grensstation tussen Oostenrijk en Slovenië, en langs de Aspangbahn. Het is ook het eindstation van de lijnen S3, S4 en S60 van de S-Bahn van Wenen en van nevenlijnen naar Gutenstein, Puchberg am Schneeberg en Mattersburg, de Pottendorferlijn naar Pottendorf-Landegg. Alle treinen op de Südbahn en van de genoemde nevenlijnen stoppen op het station, dat tevens het knooppunt is voor de meeste stadsbussen.

## Geschiedenis
Het station werd samen met de spoorlijn Wenen – Wiener Neustadt op 20 juni 1841 geopend. Op 20 augustus 1847 werd begonnen met reizigersverkeer naar Sopron. Het station is het belangrijkste OV-knooppunt in het zuiden van Neder-Oostenrijk. Het oude stationsgebouw met twee verdiepingen, met een restaurant op de bovenste, maakte eind 20e eeuw een vervallen indruk en werd door grote delen van de bevolking als schandvlek gezien. Bovendien moest men buitenom om de reizigerstunnel zonder liften en roltrappen te bereiken. Tussen 1997 en 2003 werd het station voor 55,3 mln euro ingrijpend verbouwd naar een ontwerp van architectenbureau Katzberger. Het oude stationsgebouw werd geheel afgebroken en vervangen door een nieuw, de perrons werden opgeknapt. De laatste werkzaamheden van het project werden in 2006 afgerond. De reizigerstunnel is rechtstreeks op de stationshal aangesloten en ook vanaf de westzijde toegankelijk. In samenhang met de renovatie van het station werden ook het stationsplein en het busstation nieuw ingericht. Tevens werd de onderdoorgang van de Kollonitschgasse, onder de noordkant van de perrons, gemoderniseerd zodat nu ook reisbussen er door kunnen en door fiets en voetpaden langs het spoor kunnen fietser en voetgangers de Kollonitschgasse oversteken. Het postkantoor ligt direct naast het stationsgebouw.

## Stationshal
In de stationshal bevinden zich kaartautomaten, de loketten van de ÖBB, een Okay-shop (supermarkt), een Trafik (tabak, tijdschriften en krantenkiosk) en een café met gebakswinkel. Sinds 11 augustus 2014 is WiFi op het station beschikbaar zodat op aangeven delen in de stationshal, op de perrons en in de treinen gratis het internet gebruikt kan worden.

## Perrons
Het station heeft 10 perrons (1–9, 21). Perron 1B wordt voornamelijk gebruikt door de Aspangbahn (Stoptreinen naar Aspang en de Regio-express naar Fehring), 1B en 21 worden gebruikt door de Mattersburger Bahn (Rechtstreekse verbindingen naar Sopron en Deutschkreutz), perron 1A is voor de Pottendorferlijn, die als S60, naar Bruck a. d. Leitha via Ebenfurth en Wien Hauptbahnhof in de S-Bahn van Wenen is opgenomen, en daarnaast stoptreinen naar Neusiedl am See kent.
Spoor 2B voor de diensten op de Aspangbahn naar Hartberg, Friedberg en Fehring die niet stoppen op de stations ten noorden van Aspang. De perrons 2A, 3, 4 en 5 worden gebruikt door de treinen op de Südbahn, zoals de Railjet- en EC-diensten vanuit Wien Hauptbahnhof over de Südbahn naar Graz, Maribor, Villach en Lienz in Osttirol, de regio-express en stoptreinen op de Südbahn, bestaande uit een dubbeldekkerstam van 5 bakken en een Taurus locomotief, van Retz of Lundenburg via Wien Mitte naar Payerbach-Reichenau. Perron 6A wordt gebruikt door treinen van nevenlijnen zoals de Aspangbahn naar Maria Lanzendorf en de Triestingtalbahn nach Weißenbach-Neuhaus via Leobersdorf. Perron 7A wordt gebruikt door de Gutensteinerbahn en perron 8A door de Schneebergbahn. De perrons 6B, 7B, 8B en 9B worden eveneen sdoor verschillende treinen van de nevenlijnen bediend. De S-Bahnlijnen S1, S2 en S3 die over de Südbahn rijden gebruiken de perrons 1A, 6A, 9A. De hier eindigende EuroCity-treinen op het traject Praag – Wenen – Wiener Neustadt stoppen bij perron 9B, hier liggen ook nog sporen zonder perron zodat de locomotief kan omlopen.
Alle perrons zijn sinds de ombouw in 2003 rolstoeltoegankelijk en vanuit de stationshal zijn alle perrons via een reizigerstunnel makkelijk bereikbaar, waarbij de meest gebruikte perrons, 2/3 en 4/5 van de Südbahn en de perrons 1A en 1B/21, met roltrappen verbonden zijn met reizigerstunnel. Aan de westkant is sinds 2003 ook een toegang tot de tunnel vanuit het Zehnerviertel waar sinds de zomer van 2011 ook een parkeergarage staat. Aan het zuideinde van de perrons is een reizigersbrug die in 2010 opnieuw gebouwd werd nadat de oude was afgebroken. Via deze brug kunnen reizigers naar een ander perron of de oudere parkeergarage aldaar gaan.

### Verbindingen
| Spoor | Richting               | via                                                          | Treinsoort                          |
| ----- | ---------------------- | ------------------------------------------------------------ | ----------------------------------- |
| 1     | Bruck an der Leitha    | Wenen                                                        | S-Bahn                              |
| 1     | Aspang Markt           |                                                              | Stoptrein                           |
| 1     | Hartberg               | Aspang Markt en Friedberg                                    | Regionalexpress                     |
| 1     | Fehring                | Aspang Markt, Friedberg en Hartberg                          | Regionalexpress                     |
| 1     | Graz Hbf               | Wechselbahn                                                  | Regionalexpress                     |
| 2     | Wien Meidling          |                                                              | Regionalexpress                     |
| 2     | Břeclav                | Wenen                                                        | Stoptrein                           |
| 2     | Wien Floridsdorf       |                                                              | Stoptrein                           |
| 2     | Bernhardsthal          | Wenen                                                        | Stoptrein                           |
| 2     | Friedberg              | Aspang Markt                                                 | Stoptrein                           |
| 2     | Fehring                | Aspang Markt, Friedberg en Hartberg                          | Regionalexpress                     |
| 2     | Weissenbach-Neuhaus    | Leobersdorf en Berndorf                                      | Stoptrein                           |
| 2     | Stockerau              | Wenen                                                        | S-Bahn                              |
| 2     | Bruck an der Leitha    | Wenen                                                        | S-Bahn                              |
| 3     | Wien Meidling          |                                                              | Stoptrein en Railjet                |
| 3     | Wien Hauptbahnhof      |                                                              | Railjet, Eurocity, Stoptrein, Wenen |
| 3     | Retz                   | Wenen                                                        | Stoptrein                           |
| 3     | Znojmo                 | Wenen                                                        | Stoptrein                           |
| 3     | Wien Floridsdorf       |                                                              | Stoptrein                           |
| 3     | Praha hlavní nádraží   | Wien Meidling en Brno                                        | Railjet                             |
| 4     | Payerbach-Reichenau    | Neunkirchen en Gloggnitz                                     | Stoptrein                           |
| 4     | Graz Hbf               | Bruck/Mur                                                    | Railjet                             |
| 4     | Villach Hbf            | Bruck/Mur, Leoben en Klagenfurt                              | Railjet en EuroCity                 |
| 4     | Fehring                | Aspang Markt, Friedberg en Hartberg                          | Regionalexpress                     |
| 4     | Ljubljana              | Bruck/Mur, Graz Hbf, Leibnitz, Spielfeld-Straß en Maribor    | EuroCity                            |
| 4     | Lienz in Osttirol      | Bruck/Mur, Leoben, Klagenfurt en Villach Hbf                 | Railjet                             |
| 4     | Venezia Santa Lucia    | Bruck/Mur, Leoben, Klagenfurt, Villach Hbf en Venezia Mestre | Eurocity                            |
| 4     | Roma Termini           | Leoben, Villach Hbf en Venezia Mestre                        | EuroNight                           |
| 4     | Mürzzuschlag           | Neunkirchen, Gloggnitz en Payerbach-Reichenau                | Regionalexpress                     |
| 5     | Wien Meidling          |                                                              | Stoptrein en S-Bahn                 |
| 5     | Gloggnitz              | Neunkirchen                                                  | Stoptrein                           |
| 5     | Payerbach-Reichenau    | Neunkirchen en Gloggnitz                                     | Stoptrein                           |
| 5     | Wien Floridsdorf       |                                                              | Stoptrein en S-Bahn                 |
| 6     | Gänserndorf            | Wenen                                                        | S-Bahn                              |
| 6     | Wien Meidling          | Obereggendorf en Wien Blumental (Langstrecke)                | S-Bahn                              |
| 6     | Hollabrunn             | Leobersdorf en Wenen                                         | Stoptrein                           |
| 7     | Gänserndorf            | Leobersdorf en Wenen                                         | S-Bahn                              |
| 7     | Wien Floridsdorf       |                                                              | Stoptrein en S-Bahn                 |
| 8     | Gänserndorf            | Leobersdorf en Wenen                                         | S-Bahn                              |
| 8     | Puchberg am Schneeberg | Bad Fischau-Brunn                                            | Stoptrein                           |
| 9     | Absdorf-Hippersdorf    | Leobersdorf en Wenen                                         | S-Bahn                              |
| 9     | Gutenstein             | Bad Fischau en Wöllersdorf/Piesting                          | Stoptrein                           |
| 9     | Retz                   | Leobersdorf en Wenen                                         | Stoptrein                           |
| 21    | Sopron                 | Mattersburg                                                  | Stoptrein                           |
| 21    | Deutschkreutz          | Mattersburg en Sopron                                        | Regionalexpress                     |